# Дом Рази-Бондаренко
Дом Рази-Бондаренко — здание по улице Петровской, 84 в городе Таганроге Ростовской области. Его самыми известными владельцами были в разное время Надежда Рази и Семен Михайлович Бондаренко.

## История
В третьей четверти XIX века купцом Рази, был приобретен участок, который в будущем будет углом Большого Биржевого переулка. Вблизи расположилось одноэтажное здание, которое и было собственностью его жены — Надежды Рази, в девичестве Кобзаревой. Здание ей принадлежало с 1873 года. На этом месте со временем появилось два здания. В угловом находился ресторан «Звездочка», который содержал мещанин Дмитрий Антонович Кременицкий. Поблизости работала гостиница Гепферта, в собственности которого была также лучшая кооперативная кондитерская лавка в городе. Затем в доме разместился книжный магазин учителя начальных училищ С. С. Белоковского, который проработал недолго, и затем перешел в собственность А. А. Вашиненко. В 1880-х годах здесь же появилась типография. Дом принадлежал Надежде Рази до 1906 года. Известно, что в 1908 году ее наследники и наследники М. А. Попондопуло подали прошение на устройство по четной стороне улицы Петровской кирпичной пристройки и лавки.
В 1913 году (по другим данным — в 1915 году) участком с постройками стал владеть Семен Михайлович Бондаренко. До этого он, согласно старой нумерации улиц, владел домами по Александровской, 50 и Михайловской, 41. Отец Семена Бондаренко был купцом, а сам Семен Михайлович начинал свою деятельность с покупки и перепродажи крупных партий рыб.
Семен Бондаренко был известен в городе благодаря своему синематографу, который он открыл в переулке Мечниковском в январе 1914 года. На фасаде размещалась надпись, для составления которой использовали электрические лампочки. Надпись гласила «Семена Бондаренко кинотеатр». С апреля 1916 года Бондаренко лично занимался развитием театра, следил, чтобы картины демонстрировались «без миганий». Этого он достиг благодаря тому, что заменил старую технику — новой, выпуска фабрики Пате.
В марте 1918 году кинотеатр был национализирован и переименован в «Паласс». В 1919 году в нем открылся театр художественной миниатюры «Мозаика». С 1920 года он уже стал называться «Вторым государственным имени Великой Русской революции». С 1925 года стал носить название «Великий немой». В 1930-х годах получил современное название «Рот Фронт». Он известен тем, что стал первым в городе звуковым кинотеатром, а после июля 1957 года стал широкоформатным.